# Rood (PvdA)
Rood is een tijdschrift voor leden van de Partij van de Arbeid dat viermaal per jaar verscheen. Het blad bestaat sinds 27 oktober 2004.
In elke editie verscheen een column van politiek leider Lodewijk Asscher en een bericht van de partijvoorzitter. In artikelen werd aandacht besteed aan de politieke actualiteit, partijzaken en opinie.
De naam Rood is gekozen uit de inzendingen van een door de PvdA uitgeschreven prijsvraag.
Sinds 2022 is er geen nieuwe editie meer verschenen. 